# 呂府三元帥
呂府三元帥，為台灣屏東縣林邊鄉崎峰村祿天宮的奉祀主神，也是開基祖神。目前在台灣關於呂府三元帥的相關資料與記載偏少，只知道呂府三元帥為崎峰村在地人才有供奉的神祇，外面分出去的金身神祇皆為崎峰村祿天宮的分靈。